# Gary Oldman
Leonard Gary Oldman (New Cross (Londen), 21 maart 1958) is een Brits acteur en filmmaker.

## Biografie
Oldman won een studiebeurs voor het Rose Bruford Drama College, waar hij in 1979 een graad behaalde in theater en kunst. Hij speelde later bij het Greenwich Young People's Theatre en kreeg van Time Out een Beste Nieuwkomer 1985-86 prijs voor zijn rol in The Pope's Wedding.
Oldman debuteerde in de film Remembrance (1982) en kreeg zijn eerste hoofdrol in Sid and Nancy (1986), waarin hij de punkrocker Sid Vicious speelde. Hij heeft sindsdien een aantal historische figuren uitgebeeld, onder wie Ludwig van Beethoven, Lee Harvey Oswald en Pontius Pilatus. In de Harry Potterfilms speelt hij de peetoom van Harry Potter Sirius Zwarts. Hij vertolkt de politiecommissaris James Gordon in de Batmanreeks van Christopher Nolan.
In 1997 schreef, regisseerde en produceerde Oldman Nil by Mouth, gedeeltelijk gebaseerd op zijn leven. De film won de Alexander Korda Award voor Beste Britse Film, twee BAFTA Awards, de Channel 4 Director's Award, de Empire Award en werd door de British Film Academy aangemerkt als een van de 100 beste films aller tijden.
Oldman won in 2018 een Golden Globe, een SAG, een derde BAFTA en een Oscar voor beste acteur voor zijn rol als Winston Churchill in Darkest Hour.  
In 2025 werd hij tijdens de jaarlijkse birthday honours door koning Charles geridderd als Knight Bachelor, waarmee hij zich Sir Gary Oldman mag noemen.

## Persoonlijk
Oldman heeft lange tijd geworsteld met een alcoholprobleem. Hij trouwde vijfmaal en kreeg uit zijn eerste huwelijk een zoon en uit zijn derde huwelijk twee zonen.

## Filmografie
- Parthenope, als John Cheever (2024)
- Oppenheimer, als Harry S. Truman (2023)
- The Woman in the Window, als Alistair Russell (2021)
- Crisis, als Dr. Tyrone Brower (2021)
- Mank, als Herman Mankiewicz (2020)
- The Laundromat, als Jürgen Mossack
- Hunter Killer, als Charles Donnegan (2018)
- Tau, als Tau (stem) (2018)
- Darkest Hour, als Winston Churchill (2017)
- The Hitman's Bodyguard, als Vladislav Dukhovich (2017)
- The Space Between Us, als Nathaniel Shepherd (2017)
- Criminal, als Quaker Wells (2016)
- Man Down, als Counselor Peyton (2015)
- Child 44, als generaal Nesterov (2015)
- LEGO Dimensions, als Lord Vortech (stem) (videogame) (2015)
- Dawn of the Planet of the Apes, als Dreyfus (2014)
- RoboCop, als Dr. Dennett Norton (2014)
- Paranoia, als Nico Wyatt (2013)
- Lawless, als Floyd Banner (2012)
- The Dark Knight Rises, als Commissioner James Gordon (2012)
- Tinker Tailor Soldier Spy, als George Smiley, "Beggarman" (2011)
- Red Riding Hood, als Solomon (2011)
- Harry Potter and the Deathly Hallows, als Sirius Zwarts (2011)
- Kung Fu Panda 2, als Shen (stem) (2011)
- The Book of Eli, als Carnegie (2010)
- Call of Duty: Black Ops, als Captain. Viktor Reznov /Daniel Clarke (stem) (videogame) (2010)
- Planet 51, als Generaal Grawl (2009)
- A Christmas Carol, als Bob Crachit / Jacob Marley / Tiny Tim (2009)
- Rain Fall, als Holtzer (2009)
- The Unborn, als Rabbi Sendak (2009)
- The Legend of Spyro: Dawn of the Dragon, als Ignitus (stem) (videogame) (2008)
- The Dark Knight, als Lieutenant/Commissioner James Gordon (2008)
- Call of Duty: World at War, als Sergeant. Viktor Reznov (stem) (videogame) (2008)
- Harry Potter and the Order of the Phoenix, als Sirius Zwarts (2007)
- Batman Begins, als Police officer James Gordon (2005)
- Harry Potter and the Goblet of Fire, als Sirius Zwarts (2005)
- Harry Potter and the Prisoner of Azkaban, als Sirius Zwarts (2004)
- Tiptoes, als Rolfe (2003)
- The Hire: Beat the Devil, als Satan, de duivel (kortfilm) (2002)
- Interstate 60, als O.W. Grant (2002)
- Hannibal, als Mason Verger (2001)
- Nobody's Baby, als Buford Dill (2001)
- The Contender, als Rep. Sheldon 'Shelly' Runyon (2000)
- Jesus, als Pontius Pilatus (televisiefilm) (1999)
- Quest for Camelot, als Baron Ruber (stem) (1998)
- Lost in Space, als Base Physician Zachary Smith, MD (1998)
- Air Force One, als Ivan Korshunov (1997)
- The Fifth Element, als Jean-Baptiste Emanuel Zorg (1997)
- Basquiat, als Albert Milo (1996)
- The Scarlet Letter, als Rev. Arthur Dimmesdale (1995)
- Murder in the First, als Milton Glenn (1995)
- Immortal Beloved, als Ludwig van Beethoven (1994)
- Léon, als Agent Norman Stansfield (1994)
- Romeo Is Bleeding, als Jack Grimaldi (1993)
- True Romance, als Drexl Spivey (1993)
- Bram Stoker's Dracula, als Dracula (1992)
- JFK, als Lee Harvey Oswald (1991)
- Henry & June, als Pop (1990)
- State of Grace, als Jackie Flannery (1990)
- Rosencrantz and Guildenstern are Dead, als Rosencrantz (1990)
- Chattahoochee, als Emmett Foley (1989)
- The Firm, als Clive "Bex" Bissell (1989)
- We Think the World of You, als Johnny (1988)
- Criminal Law, als Ben Chase (1988)
- Track 29, als Martin (1988)
- Prick Up Your Ears, als Joe Orton (1987)
- Sid and Nancy, als Sid Vicious (1986)
- Remembrance, als Daniel (1982)